# Sergueï Adoniev
Sergueï Nikolayevitch Adonyev (russe : Серге́й Николаевич Адоньев ; né le 28 janvier 1961 à Lviv, Ukraine), est un homme d’affaires et philanthrope russe actif notamment dans le secteur des télécommunications. Dirigeant et coactionnaire, avec Albert Avdolyan, du fournisseur d'accès russe Yota, il est considéré comme l'un des pionniers de la technologie 4G (WiMAX puis LTE) en Russie.

## Éducation
Adonyev est diplômé de l’Institut Polytechnique de Leningrad, où il a également enseigné la Résistance Structurale de 1985 à 1989.

## Début d’activités commerciales

### JFC
En 1994, avec Oleg Boyko et Vladimir Kekhman, Adonyev a fondé Olbi-Jazz, une société d’importation de fruits. En 1996, Adonyev a fondé une nouvelle société, la Joint Food Company (JFC), qui est devenue la société d’importation de fruits leader en Russie. En 2001, Adoniev a vendu ses parts de la société.

### Procès aux États-Unis
Adonyev est actuellement en appel d’un condamnation américaine (concernant la société américaine dont il était le copropriétaire au début des années 1990), et est représenté par Anthony Julius et Alan Dershowitz. Le motif de l’appel se fonde sur le fait que la condamnation constituait une erreur de justice, puisqu’aucun crime n’avait été commis.

## Activités commerciales principales

### Télécommunications
En 2006, Adoniev a créé le fonds Telconet Capital qui est devenu l’actionnaire principal de l’opérateur de télécommunication Skartel - marque déposée Yota. Yota a atteint un bénéfice opérationnel dans les cinq premiers mois. En 2008, 25 % de la société a été acquis par Rostec.
Yota a été le premier fournisseur d'accès à se lancer dans le 4G en Russie en 2008 et possédait la majorité des licences WiMAX du pays. Les réseaux Yota opéraient sous le standard IEEE 802.16e-2005 (WiMAX) dans la bande de fréquence 2,5-2,7 GHz avant d’être converti en 2012 à la norme LTE,.
En 2011, la division de Yota qui développait les appareils mobiles Internet de haute-technologie est devenue Yota Devices, qui a développé YotaPhone. Yota Devices s’est ensuite séparée de Yota.
En 2013, le fonds Telconet Capital a vendu ses parts dans Skartel à Garsdale Services - une société de télécommunication, contrôlée par Alisher Usmanov. La valeur estimée de la transaction est de 1,33 milliard USD.

### Immobilier et agro-industrie
En 2013, avec l’homme d’affaires Sergey Rukin, Adonyev a créé Technologies of Greenhouse Growth - une société établie à Saint-Pétersbourg. La société a unifié deux cultures de serre dans les régions de Moscou et de Tumen, ainsi qu’une maison de commerce, TTR Trade. Elle a vendu ses produits sous la marque « ROST » chez les détaillants principaux à travers la Russie (y compris Metro, Paytyerochka, Diksi, Magnit, Lenta). Plus de 100 millions USD ont été investis dans ce projet. Début 2017, Rukin a racheté la part d’Adonyev dans la société.
En 2017, Adonyev atteignait la 124e place de la liste Forbes avec une valeur nette estimée à 800 millions USD.

## Philanthropie
Adonyev soutient de nombreux projets culturels et sociaux, dont les plus importants sont :

### Arts

#### Électrothéâtre Stanislavsky
L’Électrothéâtre Stanislavsky  a ouvert en 2015 après une reconstruction complète et une reconstruction artistique sous la supervision du directeur du théâtre, théoricien et éducateur - Boris Yukhananov. Romeo Castellucci, Heiner Goebels, Konstantin Bogomolov, Philipp Grigoryan, Katy Mitchell, Teodor Currentzis, Theodoros Terzopoulos, Dmitri Kurlyandksiy – sont parmi les artistes qui ont collaboré avec le théâtre.

#### Chorale MusicAeterna
La chorale est sous la supervision du chef d’orchestre reconnu, Teodor Currentzis. MusicAeterna était le premier orchestre russe qui faisait l’ouverture du Festival de Salzbourg.

#### DAU
DAU est un projet de film international à grande échelle par Ilya Khrzhanovsky. C’est une collaboration importante entre la Russie et l’Europe, soutenue par des fonds cinématographiques et des sociétés de production internationaux (Arte France Cinéma, WDR/Arte Essential Filmproduktion, Eurimage, The Swedish Film Institute, et d’autres). Teodor Currentzis, Marina Abramovich, Carsten Hoeller, Romeo Castellucci, Vladimir Martynov, Leonid Fedorov, Boris Mikhailov, Robert Del Naja, Brian Eno, Anatoliy Vassiliev, le Prix Nobel David Gross, le gagnant de la Médaille Fields Shing-Tung Yau – sont quelques-uns des artistes et scientifiques qui ont participé au projet DAU. La première projection est prévue pour l’automne 2018.

## Éducation

### Institut Strelka pour les Médias, l’Architecture et le Design
L’Institut Strelka  est un projet international éducatif non lucratif fondé en 2009 et situé à Moscou. Adonyev a cofondé l’Institut Strelka avec Alexandrer Mamut, et a l’a cofinancé entre 2009 et 2014.

### Fondation Merab Mamardashvili
La Fondation  vise à étudier et publier l’héritage du remarquable philosophe et phénoménologue soviétique, Merab Mamardashvili.

### Fondation Salomon Maimon Heritage
La Fondation vise à étudier et publier la vie et les travaux de Salomon Maimon, un philosophe autodidacte allemand d’ascendance juive du 17e siècle.

### Bienfaisance

#### Fondation Caritative Ostrova
La fondation offre d’aider les personnes souffrant de mucoviscidose en Russie.
En 2016, Adonyev a reçu le prix de Philanthrope de l’Année. Le prix a été créé par le Ministre de la Culture de Russie et est attribué aux philanthropes majeurs pour leur soutien et aide financière pour des projets visant à préserver l’héritage culturel russe.